# سیندی کرافورد (بازیگر پورنوگرافی)
سیندی کرافورد (انگلیسی: Cindy Crawford؛ زاده ۶ دسامبر ۱۹۸۰) یک بازیگر پورنوگرافی اهل ایالات متحده آمریکا است.